# Paul Leifer

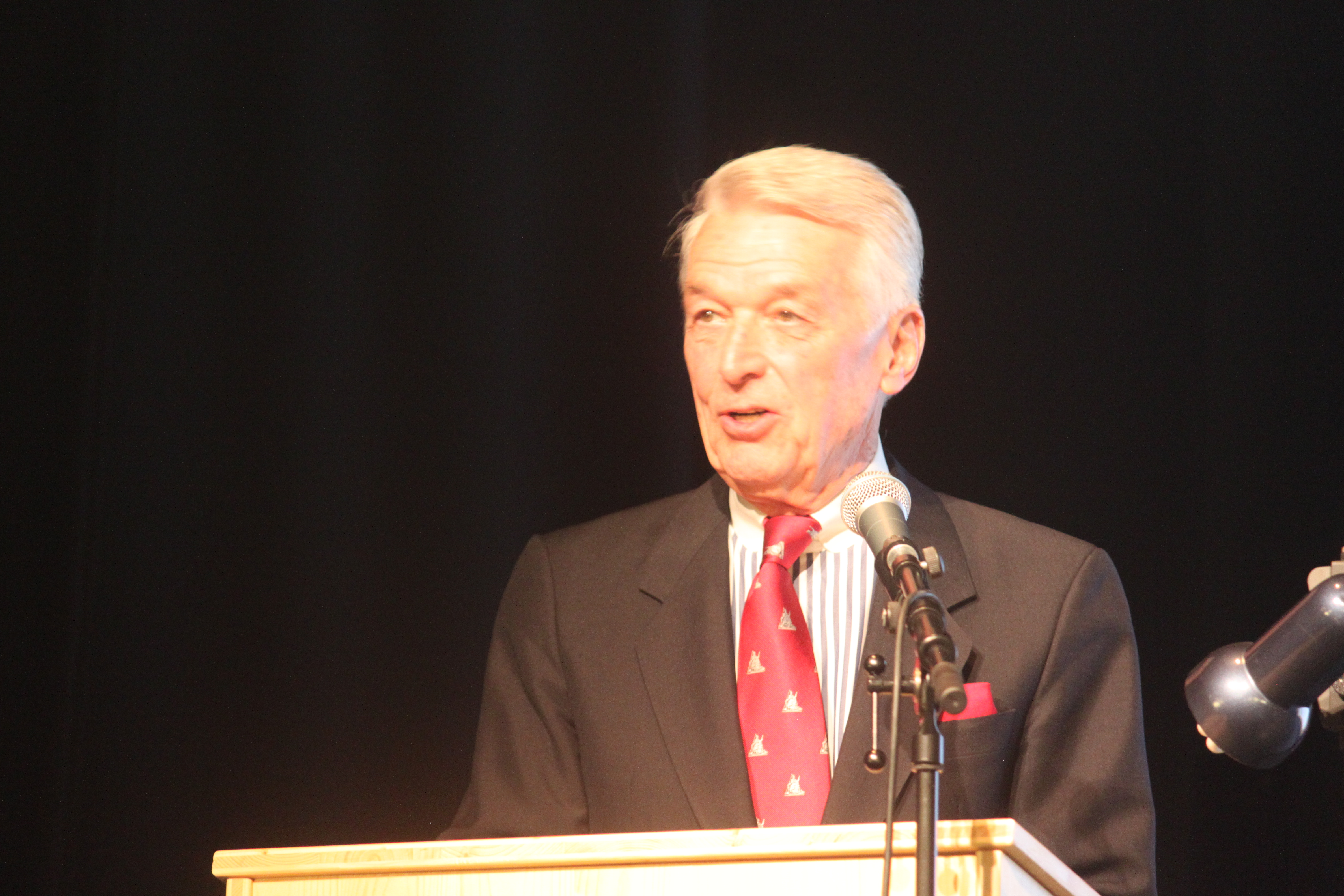
Paul Leifer, 2017

Paul Leifer (* 14. April 1937 in Graz)  ist ein ehemaliger österreichischer Botschafter.

## Leben
Paul Leifer besuchte von 1947 bis 1955 ein Internat in Strebersdorf. Bis 1958 studierte er an der Hochschule für Welthandel Betriebswirtschaft. 1959 wurde er bei der Creditanstalt-Bankverein beschäftigt und ging als Fulbright-Stipendiat in die USA, wo bis 1961 Volkswirtschaft und Politikwissenschaft an der Tulane University in New Orleans studierte und als Master abschloss. Er wurde beim UN-Hauptquartier beschäftigt und studierte in Genf und Paris. 1964 studierte er am Institut für Höhere Studien und wissenschaftliche Forschung und wurde zum Doktor rer. comm. promoviert.
1965 trat er in den auswärtigen Dienst und war in Tel Aviv und Jakarta tätig. Von 1973 bis 1974 war er Geschäftsträger in Santiago de Chile. Nach dem Putsch in Chile 1973 verweigerte Adolf Heinrich Hobel politisch Verfolgten das Asyl in der österreichischen Botschaft. Nach dessen Abberufung Ende 1973 wurde unter dem Geschäftsträger Paul Leifer insgesamt 160 politische Verfolgten die Ausreise nach Österreich ermöglicht, und die österreichische Botschaft in Santiago nahm durch die Aufnahme zahlreicher gefährdeter Personen in den beschränkten Räumlichkeiten „manche Erschwernisse“ auf sich.
- Von 1975 bis 1977 war er Gesandter in Moskau.
- Von 1977 bis 1982 war er Botschafter in Lagos, Nigeria sowie bei den Regierungen von Ghana, Liberia und Sierra Leone akkreditiert.
- Von 1982 bis 1985 leitete er die Abteilung multilaterale Wirtschaftsbeziehungen im Außenministerium.
- Von 1985 bis 1991 war er Botschafter in Belgrad.
- Von 1991 bis 1994 war er Botschafter in Rabat.
- Von 1994 bis 1999 leitete er die Diplomatische Akademie Wien.
- Von 1999 bis 2002 war er Botschafter in Dublin.

2002 wurde er in den Ruhestand versetzt und wurde ehrenamtliches Vorstandsmitglied des Instituts für den Donauraum und Mitteleuropa (IDM).
Er ist verheiratet mit Dipl.-Dolm. Helga Leifer-Zink. Seit 1955 ist er Mitglied der katholischen Studentenverbindung KÖHV Amelungia Wien im ÖCV.

## Auszeichnungen
- 2003: Großes Silbernes Ehrenzeichen für Verdienste um die Republik Österreich[4]
- 2017: Egon Ranshofen-Wertheimer Preis der Stadt Braunau am Inn[5]